# Michael Lapidge
Michael Lapidge est un universitaire canadien né à Calgary le 8 février 1942. Il est spécialiste de la littérature anglo-latine de la période anglo-saxonne.
Il reçoit en 2009 le prix Sir Israel Gollancz pour son travail en tant qu'autorité mondiale en littérature anglo-saxonne.